# オットー・フランク

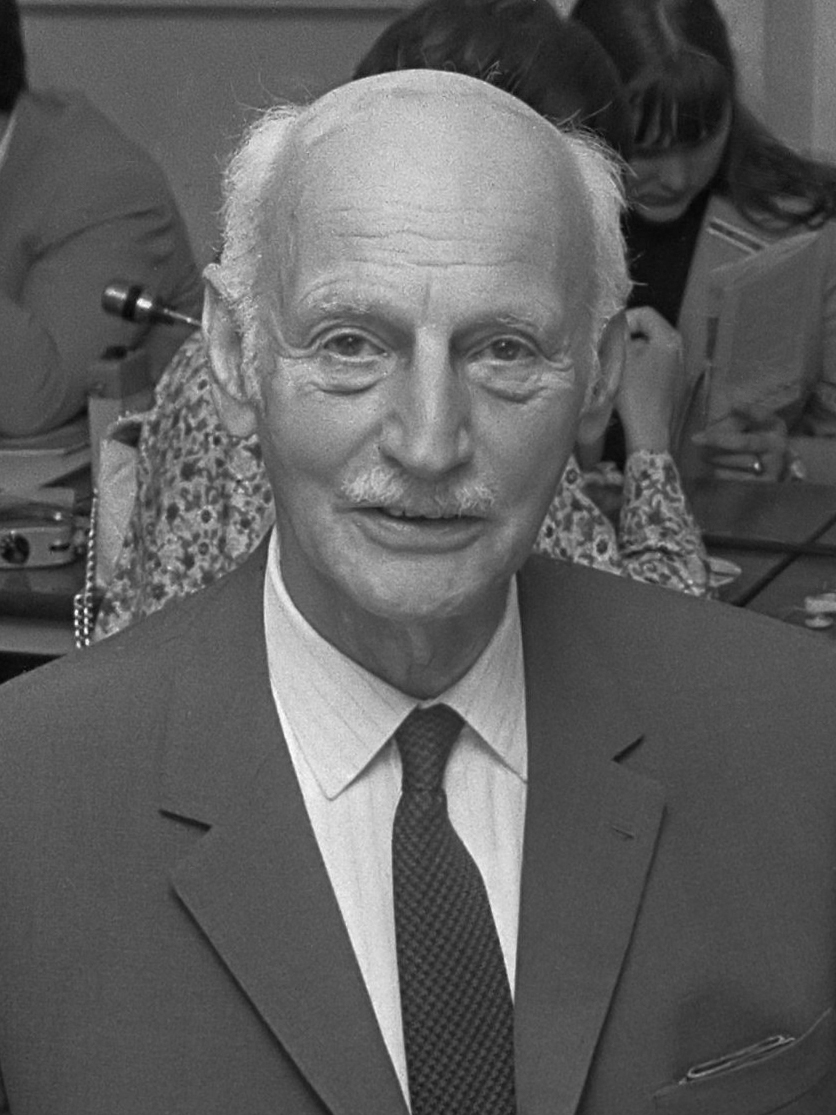
1968年のオットー・フランク

オットー・ハインリヒ・フランク（Otto Heinrich Frank、1889年5月12日 - 1980年8月19日）は、『アンネの日記』で知られるアンネ・フランクとその姉マルゴット・フランクの父親である。アンネの死後の1947年、彼女の日記を出版した。ホロコースト生還者である。

## 生涯

### 生まれ
1889年、ドイツ帝国領邦プロイセン王国ヘッセン＝ナッサウ県の都市フランクフルト・アム・マインで生まれる。父は銀行家ミヒャエル・フランク(Michael Frank,1851-1909)。母はその妻アリーセ・ベッティー・フランク(Alice Betty Frank,1865-1953)(旧姓シュテルン(Stern))。
母アリーセの実家のシュテルン家はユーデンガッセ（フランクフルト・ゲットー）から出た家であり、裕福なユダヤ人一家であった。一方父ミヒャエルはプファルツ地方のランダウ出身のユダヤ人であり、1879年にフランクフルトに出てきて、1885年にアリーセと結婚することで成功の足掛かりをつかんだ人物である。金融業で成功し、「ミヒャエル・フランク銀行（Bankgeschaeft Michael Frank）」を所有・経営した。上流階級の仲間入りをしたフランク家は1902年にフランクフルト西部の高級住宅地ヨルダン通り(jordanstraße)4番地へ引っ越した。
オットーは夫妻の次男であり、兄にローベルト、弟にヘルベルト、妹にヘレーネがいる。

### 青年期
フランクフルトのギムナジウムで学び、優秀な成績でアビトゥーアに合格した。
美術や考古学が得意であったオットーは、1908年にハイデルベルク大学美術史科に入学した。ここでアメリカのプリンストン大学からの留学生であるネーサン・ストラウス・ジュニアと親交を結んだ。このネーサン・ジュニアはニューヨークの巨大百貨店「メイシー百貨店」の所有者ネーサン・ストラウスの御曹司であった。ネーサン・ジュニアはオットーに「メイシー百貨店」で職を保証するのでニューヨークへ来ないか、と薦めた。オットーはこの申し出を受けてハイデルベルク大学を一学期で中退してニューヨークへ移住することとなった。
しかし翌年の1909年秋には父ミヒャエルが死亡したため、急遽ドイツへ帰国することとなった
。ミヒャエルの銀行の所有権は母アリーセに移ったが、銀行の実務の多くをオットーが握ることとなった。1910年からはデュッセルドルフにある金属工業会社の経営管理も引き受けることとなった。デュッセルドルフでの経営管理の仕事を主とし、片手間で銀行の経営を見て、ときどきニューヨークへ出張するという毎日が続いた。

### 第一次世界大戦
1914年の第一次世界大戦開戦後もしばらくこういった生活が続いた。しかし1915年に兄や弟とともに陸軍に徴兵された。オットーは砲兵連隊に配属されて射距離測定員となった。
1916年にはソンムの戦いに動員された。ドイツ軍は45万人もの戦死者を出した戦いだったが、オットーは生き残った。1917年2月にオットーは部隊長の推薦を受けて少尉となる。同年後半にはカンブレーでイギリス軍の戦車軍団によるヒンデンブルク・ラインへの攻撃の防衛戦に射距離測定隊の一部隊を指揮して参加した。1918年には偵察活動を評価されて中尉に昇進した。また一級鉄十字章を受章した。
この戦争中にオットーがドイツ人であることとユダヤ人であることの間に葛藤をした形跡はほとんどない。当時の彼の家族への手紙からはほかの多くのドイツ人兵士たちと同様、祖国ドイツの勝利を信じ切っていた様子がうかがえる。後世にもオットーはこの時期のことを「当時、ユダヤ人であるという意識が全くなかったとは言えません。ただドイツ人であることの意識の方が強かった。そうでなければ大戦中に将校にも出世していなかっただろうし、そもそもドイツのために戦ってはいません。」と語っている。
ちなみに彼の兄弟も常に最前線で戦い、また彼の母や妹も志願して篤志看護婦として陸軍病院に勤務して負傷兵の看護にあたった。また母は戦時国債をたくさん買いいれるなどしており、フランク家は一家を挙げて祖国ドイツの勝利の為に貢献した。

### 帰国と銀行業復帰
終戦後に除隊してドイツへ帰国した。オットーも兄弟も大きな負傷をすることなく帰還できた。しかし戦時中に母アリーセが手をだした巨額の戦時国債、インフレーション、外貨取引許認可制度の導入などによってフランク家の銀行業は大きな打撃を受けた。
フランク家は、経営の回復を目指してドイツ国外に活路を求め、1923年11月に「ミヒャエル・フランク＆ゾーネン」の名称でオランダのアムステルダムに支店を設立した。オットーも同社の経営のためにしばらくアムステルダムへ移住した。この銀行にはヨハンネス・クレイマンが雇用されていた。彼は後にオットーたちの隠れ家生活の支援者となる。しかしこの支店も結局うまくいかず、1924年12月には負債の清算に入った。

### 結婚後の生活
1925年5月12日、ドイツ・アーヘンのユダヤ人資産家アブラハム・ホーレンダーの娘エーディト・ホーレンダーとシナゴーグで挙式して結婚した。二人が知り合ったのは銀行業務を通じてだったといい、資産家の娘である彼女の実家からフランク家の銀行への経済支援を期待しての政略結婚であったとみられる。しかしオットーとエーディトは気も合った。二人はともに裕福なユダヤ家庭に育ち、芸術や自然の愛好者であった。また両者ともユダヤ人ながらそれほどユダヤ教に熱心ではなく、宗教を瑣末なことと考えていた。二人のハネムーンはイタリア旅行であった。二人ははじめフランクフルトのヨールダンシュトラーセにあるオットーの母の家で暮らしていたが、1927年には母元を離れて同じフランクフルトのマルバッハヴェークのアパートへ移住している。1926年2月16日に長女（マルゴット・ベッティー・フランク）、1929年6月12日に次女（アンネリーズ・マリー・フランク）が生まれた。
フランク家の銀行経営は相変わらず軌道に乗っていなかったが、家族に金銭的不自由を掛けるほどではなく、フランク一家は週末にはよく旅行に出かけている。地元の名所遺跡やエーディトのアーヘンの実家などによく遊びに行っていた。スイスのオットーの従姉妹の別荘にアメリカの友達ネーサン・ストラウス・ジュニア（伯父イジドーが1912年タイタニック号沈没事件で死亡し、メイシー百貨店はイジドーの子供たちが継いでいた。ネーサンは代わりに「エイブラハム&ストラウス」社を経営していた）を招待して休暇を過ごしたりもしている。
ドイツ国内でベルリンに次いでユダヤ人人口が多いフランクフルトは国家社会主義ドイツ労働者党(ナチス)による反ユダヤ主義運動が激しい場所だった。ナチスが成長してくるとフランクフルトでも反ユダヤ主義デモを行う突撃隊隊員の姿がよく見られるようになった。1932年にオットーはエーディトと相談して、ドイツを離れる事を考えたというが、亡命先で生活の糧を得られる見込みがなく、断念したという。突撃隊員は『シオン賢者の議定書』などユダヤ陰謀論系の文書をばらまいており、オットーのアパートの大家はこうした文書に影響を受けていた。おそらくその影響で1931年3月にオットーたちはアパートを引き払っている。ガングホーファーシュトラーセ24番地の新興住宅地のアパートへ移ることとなった。ここは前のアパートよりは狭かったが、広い裏庭があり、マルゴーとアンネの遊び場にするのにちょうどよかった。
世界大恐慌でフランク家の銀行のオランダ支店が閉鎖し、さらに弟のヘルベルトは外国証券の売買を禁止した法律に違反した容疑で逮捕され、フランクフルトの証券取引場は1931年夏にフランク家の銀行との取引を無期限に停止した。これによりフランク家の銀行は一気に経営が苦しくなってしまった。後にヘルベルトは1933年10月に再審で勝訴し、罰金刑の免除を受けているが、その頃には手遅れになっていた（銀行は最終的にオットーのオランダ移住後の1934年1月に閉鎖している。いよいよフランク家はアパートの家賃を払うのが難しくなり、ヨールダンシュトラーセにあるオットーの母の家の同居に戻っている。ただ日常の生活はあまり変わらず、相変わらずフランク家は日帰り旅行や友人や親族の家に遊びに行っている。

### オランダ亡命
1933年1月30日、ナチ党の党首アドルフ・ヒトラーがドイツ首相に任命された。オットーはこの時のことを次のように回顧している。「1月30日、私たちはさる友人の家に招かれていました。みんなでテーブルを囲い、ラジオを聞いていたのですが、最初に流れてきたニュースはヒトラーが首相に就任したというものでした。(略)最後にヒトラーがあの有名な『4年間だけ任せてほしい』という演説をしたんですが、それを聞くとその家の主人が上機嫌に言ったんです。『だったら、やらせてみようじゃないか。チャンスを与えてやろうよ』って。私は二の句が継げませんでしたし、家内はまるで石になったように座っていましたよ」。
同年のフランクフルト市議会選挙もナチ党が圧勝し、フランクフルト市庁舎ではハーケンクロイツが壁いっぱいに掲げられ、ナチ党員が集まって「ユダヤ人は出ていけ」と叫んで気勢をあげた。これ以上ドイツに留まるのは危険と考えたオットーは家族をより安全な国に逃がそうと決めた。スイスにいる義弟エーリヒ・エリーアス（ジャム作りに使うペクチンを製造する業者『ポモジン工業(Pomosin)』の子会社『オペクタ商会』のスイス支社長）は、オットーにアムステルダムに亡命して『オペクタ商会』のアムステルダム支社を起こさないかと薦めた。
オットーはかつてアムステルダムで暮らしていた事があり、ある程度の人脈があったこと、またオランダが比較的難民に寛大であることなどを考慮してこの申し出をありがたく受けることとした。1933年夏に故国ドイツを離れ、まず仕事と住居を安定させるため、単身アムステルダム市へと移住した（その間エーディトや娘達はアーヘンのエーディトの実家で暮らしていた）。

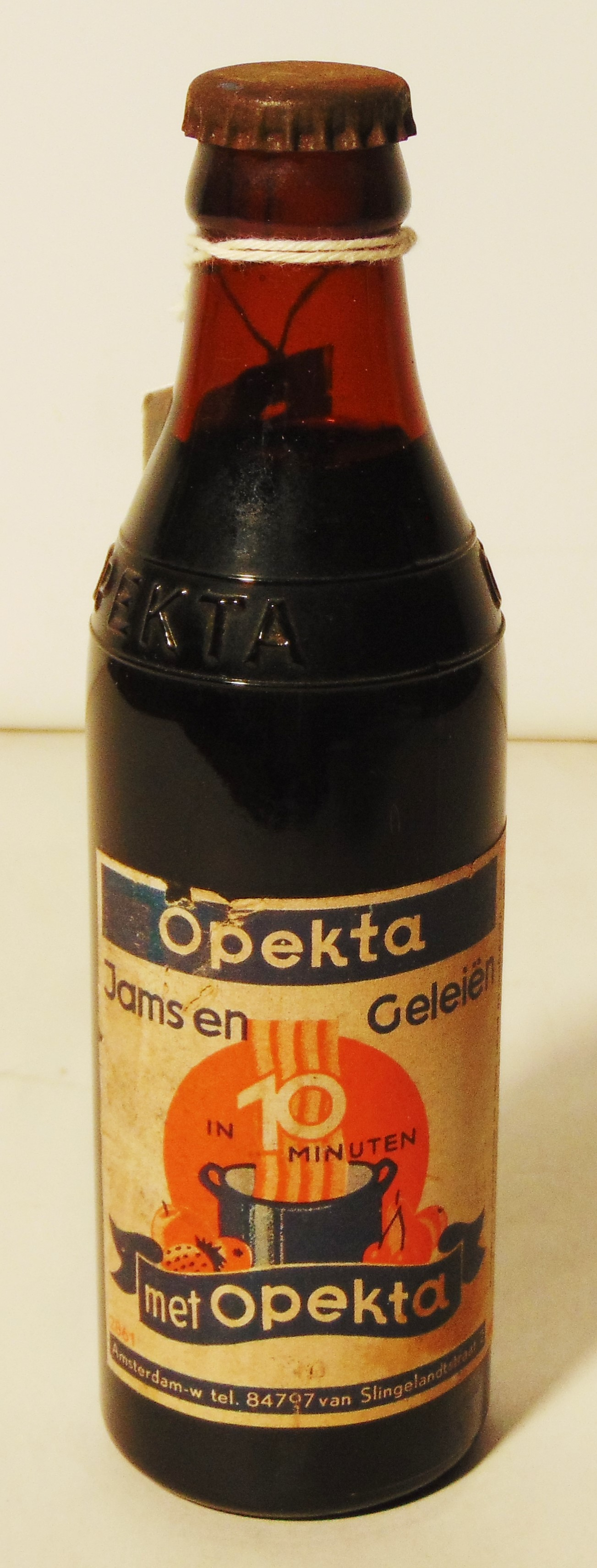
オットーの経営するオペクタが作ったボトル。

ここで『ポモジン工業』の子会社としての『オペクタ商会』を開設するはずだったが、取締役に指定した人物との間に問題が生じたので、結局、オットーはエーリヒ・エリーアスから1万5000ギルダーの無利子貸付を受けて自ら会社を起こすことにした。「ペクチンをもっぱらケルンの『オペクタ商会』からのみから買い付け、『ポモジン工業』に利益の2.5%を支払う」という契約で代わりに『オペクタ商会』の商標を使う権利をもらい、『ポモジン工業』の子会社ではない『オペクタ商会』を経営することになった。
オットーは仕事の合間を縫って一家の居住先も探した。エーディトもアーヘンとアムステルダムを行き来して夫の住居探しを手伝った。オットーたちはアムステルダム・ザウトのメルヴェデプレイン37番地に一家四人で暮らすのにちょうどいい賃貸アパートを見つけ、入居する。1933年12月にまずエーディトとマルゴット、続いて1934年2月にはアンネもそこへ移住していった。

### オランダでの生活

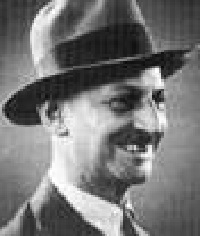
戦前のオットー・フランク

『オペクタ商会』は初めアムステルダム市内のニウヴェゼイツ・フォールブルクヴァル120番地に社屋をおいていた。1934年7月のアムステルダム商工会議所への登録では業種について「ペクチンの製造および販売」と記入している。創業当初の従業員数は5名であり、その主任格がヴィクトール・クーフレルだった。また会社の初期のころに若い女性事務員としてミープ・ザントロシェッツ（後に結婚してヒース姓）が雇われた。
オペクタ商会は1934年秋にシンゲル400番地のもっと広い社屋に移転した。
しかしペクチンに関する仕事は果実の収穫シーズンに影響されてしまう欠点があり、オットーはシーズンに影響されない職種に事業を拡大させることを考えていた。1937年にドイツから亡命してきた香辛料商人のユダヤ人ヘルマン・ファン・ペルスと知り合い、彼の助力を得ることで1938年にもう一つの会社『ペクタコン商会』（Pectacon）を創立した。これはソーセージ製造のための香辛料を扱う会社であった。ファン・ペルスにはペクタコン商会の相談役に就任してもらっている。ファン・ペルス一家はフランク一家の近くに住んでおり、家族ぐるみの付き合いをして、後に隠れ家でフランク一家と同居することとなる。また1923年の銀行業務の時からの付き合いでオペクタ商会で帳簿の管理をしていたヨハンネス・クレイマンを『オペクタ商会』と『ペクタコン商会』の監査役に迎えた。ペクタコン商会はオペクタ商会と同じシンゲル400番地を社屋として登録している。1940年の段階でオペクタには6人の社員、ペクタコンには5人の社員がいた。事務員と倉庫スタッフは両社で兼任だった。1937年夏にはミープ以外のもう一人の女性事務員としてベップ・フォスキュイルが雇われている。
1939年3月にはアーヘンにいた義母ローザ・ホーレンダー（エーディトの母）もアムステルダムのフランク家へ移ってきた。アンネやマルゴーは、オランダの学校へ通うようになり、一家には再び平穏が戻ってきた。オランダはドイツの隣国ではあるが、第一次大戦の際にドイツはオランダの中立を守ったから、たとえドイツが再び戦争をはじめたとしても今度もオランダの中立は守られるだろうというのが当時一般的な考え方であり、オットーもそう考えていた。せっかくアムステルダムで作り上げた生活基盤を破壊してまで更なる移住は考えなかった。

### ドイツ軍のオランダ占領
しかし1940年5月10日早朝にドイツ軍がオランダへ侵攻した。オットーはその日通常通りに会社に出勤した。オットー以下社員たちは、暗澹たる空気の中でラジオ放送の混乱する情報を聞いていた。放送を聞くオットーの顔色は蒼白だったとミープは著書の中で回顧している。オランダ全土がドイツ軍によって占領され、25日にオランダ駐在国家弁務官として親衛隊中将アルトゥール・ザイス＝インクヴァルトがオランダに派遣されてきた。
占領直後にはフランク家や会社経営に大きな影響は生じなかったが、同年10月22日には「ユダヤ人が経営者、若しくは共同経営者である企業、又は資本金の25%以上がユダヤ人の所有になっている企業はその旨を届け出よ。」との条例が公布された。オットーはこれに従ってオペクタ商会とペクタコン商会を登録する一方、「アーリア化」されることを防ぐためにヴィクトール・クーフレルとヤン・ヒース（ミープの恋人。二人は1941年7月に結婚）を仮の所有者とする偽装会社「ラ・サンテーズ」を設立した。この企業はいざという時にペクタコン商会の営業を引き継げるようになっていた。同社はのちに社名を「ヒース商会」に変更している。

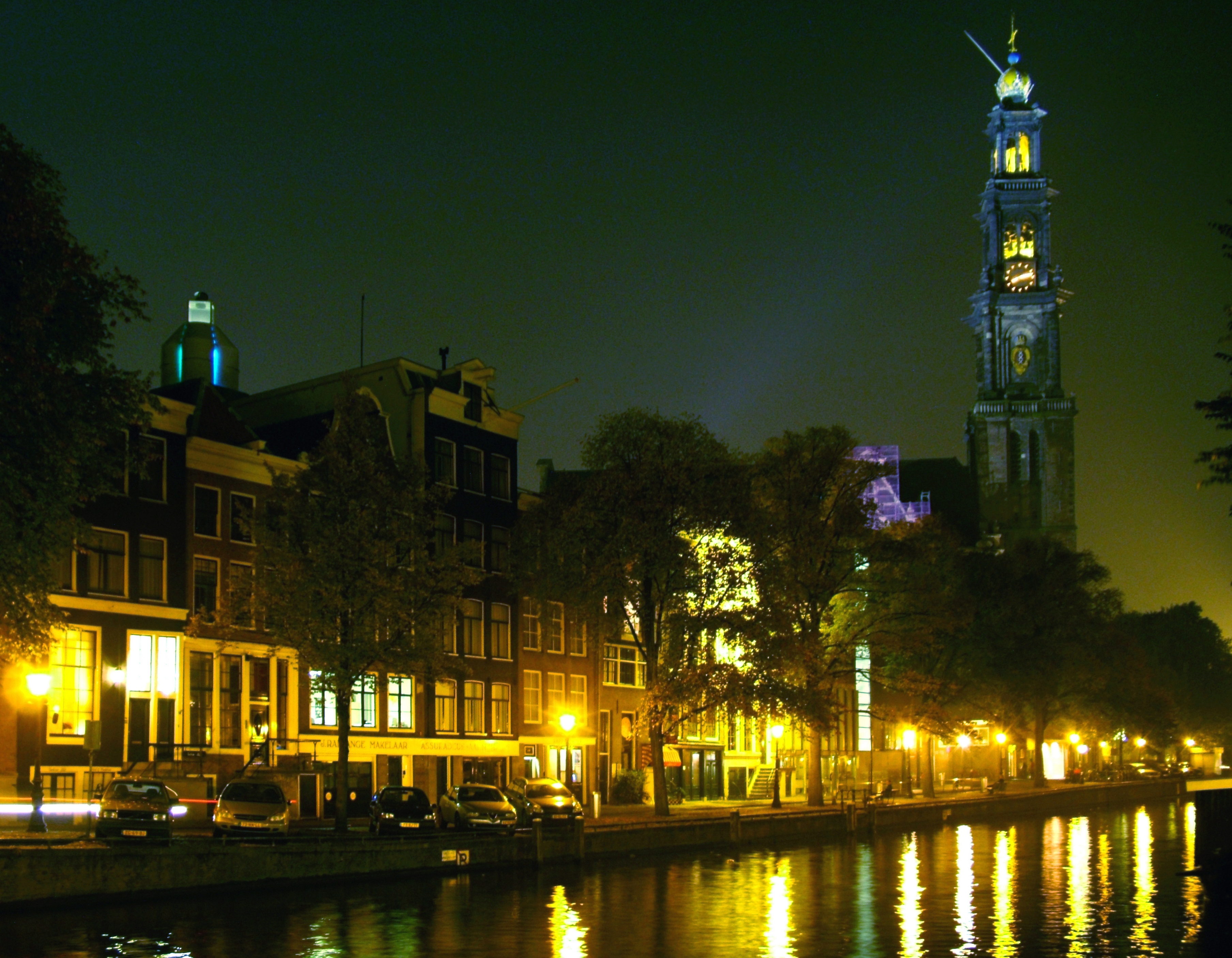
プリンセン運河通り。中央の少し右が隠れ家のあった建物。一番右端は西教会。

1940年12月1日付けでオペクタ商会とペクタコン商会の社屋をプリンセン運河通り263番地の建物に移した。ここの「後ろの家」が後に隠れ家が作られる建物であった。
1941年3月12日に「経済の非ユダヤ化条例」が出されたのを機にオットーはペクタコン商会の株式をクレイマンに譲渡して名目上所有者から離れた。とはいえこの程度の偽装はドイツ当局にも見透かされ、ペクタコン社に解散命令が下っている。しかし管財人に指定された弁護士の手まわしで会社の在庫品や機械装置などを「ヒース商会」に売却することができた。「ヒース商会」の実際の企業運営は引き続きオットーが中心になって行っていた。一方オペクタ商会の方はポモジン工業の擁護のおかげで、オットーの辞職、クレイマンが社長・所有者になるという「自己アーリア化」の偽装のみで「ユダヤ人はもはやこの企業に何の影響力も及ぼしていない」ことが認められて解散も「アーリア化」も免れている。
1941年以降になると反ユダヤ主義立法とユダヤ人狩りが続々と行われるようになった。1941年8月29日にはユダヤ人はユダヤ人学校以外に通うことを禁止する法律が公布されている。これによりアンネとマルゴーはスタトスティンメルタイネンのユダヤ人中学校へ転校することとなった。
オットーは家族のためにドイツ軍の手の届かない所へ逃げることを考えていた。1941年4月30日にはアメリカの友人ネーサン・ストラウスjrに手紙を書き、アメリカへ亡命する手助けをしてほしいという手紙を書いている。しかしアメリカ政府がドイツ領事館を閉鎖した報復としてドイツ政府はドイツの支配領域にあるアメリカ領事館を閉鎖したため、アメリカへ逃れるためにはまず中立国への通過ビザを得なければならなかった。そのためキューバへの移住ビザを得ようと試みている。1941年12月1日、オットーはキューバへの単身ビザを認められているが、これが彼に届いたかどうかは不明である。いずれにしてもこの10日後、ドイツが米国に宣戦布告し、ビザはキューバ政府によりキャンセルされてしまった。また1942年1月20日にはイギリスへの移住も申請しているが、「申請は無期限に延期された」という通知を送り返されただけであった。
オットーは同じユダヤ人である相談役ファン・ペルスと話し合った結果、プリンセン運河通り263番地の建物の後ろの家に隠れることを決めた。しかしそのためには外部に協力者が必要であり、最も信頼する社員4人、クーフレル、クレイマン、ミープ、ベップにこのことを相談して協力をお願いした。ユダヤ人を匿えば彼ら自身も危険な立場になるにも関わらず、4人ともすぐさま同意してくれたとオットーは回顧している。会社の営業時間が終わった後、クリーニングないし修理のためという名目で少しずつ家具が隠れ家へ持ち込まれた。オットーは娘たちができるだけ不安少なく残されたわずかな期間の自由を楽しめるようにとアンネとマルゴーには隠れ家について何も言わなかった。
1942年6月12日（13回目のアンネの誕生日）にオットーはプレゼントとしてサイン帳をアンネに贈っている。表紙全体に赤と白のチェック模様が入っている女の子らしいサイン帳であった。アンネはこれを最初の日記帳として使用することとなる。

### 隠れ家生活へ
同年7月5日には長女マルゴーに対してユダヤ人移民センターに出頭するよう召喚状が届いた。召喚後にはヴェステルボルク通過収容所からドイツの強制労働収容所へ移送されることになっていた。
帰宅後オットーはただちに隠れ家生活に入ることを決意し、ファン・ペルス家や隠れ家支援メンバーと連絡を取り、アンネたちにも家を出て隠れ家に入ることを告げた。この時フランク家には下宿人がいたので、その人物（ちなみに彼もユダヤ人で、その後収容所送りになるが、生還した）に気取られぬように皆どたばたしたり、声を荒らげたりしないよう気を使ったという。翌日朝6時にミープが自転車に乗って駆け付け、まず自転車を持っていたマルゴーが彼女と一緒に隠れ家へ向かった。ついで朝7時半にはオットー、エーディト、アンネも家を出た。なお義母ローザは1942年1月29日に癌により死去していた。オットーは下宿人に宛ててアンネの飼い猫モールチェをお願いする旨を書き残し、また下宿人の目に付くようにスイスへ逃れることをほのめかした手紙も置き残した。
2週間後、この隠れ家にファン・ペルス一家（ヘルマン、アウグステ、ペーター）が加わり、11月にはフリッツ・プフェファーが加わった。この隠れ家生活はヨハンネス・クレイマン、およびミープ・ヒース、ヴィクトール・クーフレル、ベップ・フォスキュイルに支えられていた。

### 逮捕、アウシュヴィッツ強制収容所へ
隠れ家生活は2年間続いたが、1944年8月匿名の密告によって、フランクと家族、同居していた4人、およびクーフレルとクレイマンはナチス親衛隊SS曹長カール・ヨーゼフ・ジルバーバウアーに逮捕された。
オットーら隠れ家メンバー8人はオランダ北東ヴェステルボルク通過収容所に1カ月弱収容された後、アウシュヴィッツ＝ビルケナウ強制収容所へ送られた。9月5日から6日にかけての深夜にビルケナウ強制収容所に到着している。到着後すぐに男女に分けられ、アンネ、マルゴット、エーディトと引き離された。彼女らはビルケナウ収容所に、オットーは3キロ離れたアウシュヴィッツ収容所に収容された。この時がオットーが妻と娘の姿を見た最後となった。
オットーはファン・ペルス父子やプフェファーと一緒にアウシュヴィッツ収容所の第2ブロックに収容された。過酷な野外労働と少ない食料により1.8メートルの身長のオットーの体重が52キロまで下がってしまった。ヘルマン・ファン・ペルスはやがてガス室に送られたが、その息子ペーター・ファン・ペルスはオットーの面倒を献身的に見たという。しかし比較的健康だったペーターは1945年1月17日に別の収容所へ移された。

### 解放
1945年1月27日アウシュヴィッツの病棟にいたところをソ連軍により解放された。ソ連軍は病人とそれ以外の者を隔離し、オットーもこれまでとは別のバラックに移された。2月23日にスイスにいる母親に手紙を書くまでに病状が回復した。その手紙の中でオットーは「エーディトと子供たちの所在は分かりません。1944年9月5日に別れたきり、わずかにドイツに移送されたという噂を聞くだけです。三人とも無事でいてくれることを願うだけです」と書いている。
その後もアウシュヴィッツで療養しながら手紙を書き続けていたオットーだったが、3月になってようやく収容所を出ることが認められ、ソ連軍のトラックに乗ってポーランド南部カトヴィツェへ移動した。そこでヴェステルボルク収容所で一緒だったローザ・ド・ヴィンテルと再会した。彼女はビルケナウ収容所でアンネ、マルゴー、エーディトと一緒にいたので、エーディトが死んだことを知っていた（アンネとマルゴーについてはベルゲン＝ベルゼンに移送されたため何も知らなかった）。エーディトの死を知らされたオットーは、ショックを受けながらも娘2人が生きていることに望みをかけてアムステルダムへ帰る決意をした。
4月半ばにはオランダ北東部の大半は解放されていた。オットーはチェルノフツィ（ウクライナ西部の都市）を経由して4月25日にオデッサに到着した。そこからニュージーランド船に乗って5月21日に船出し、27日にフランスのマルセイユに入港した。28日朝にオランダ行きの列車に乗り込んだ。

### アムステルダム帰還
1945年6月3日にアムステルダムに帰還した。オットーは親戚や友人の多さのおかげで強制収容所から解放されたユダヤ人の中では経済的には恵まれた方だった。親戚が小包やお金を贈ってくれた。ニューヨークのネーサン・ストラウスjrも送金してくれた。また住居を失ったオットーのためにミープ・ヒースとヤン・ヒース夫妻が自宅に同居させてくれ、プリンセン運河通りの会社の社業にも復帰できた。ヴィクトール・クーフレルとともに会社の取締役に復帰した（オットーとクーフレルは1955年に会社を売却するまで経営を続けた）。だがオットーはこうして得た金を自分のためにはわずかにしか使わず、同じ境遇のユダヤ人、特にアンネの友達でベルゲン・ベルゼン強制収容所から生還したハンネリ・ホースラルとその妹への義捐金に宛てた。
オットーは仕事をしながら娘たちの情報を探り続けた。そんな中、1945年7月にベルゲン＝ベルゼンでアンネやマルゴーと一緒にいた囚人ヤニー・ブリレスレイペルがオランダ赤十字社からの行方不明者に関する調査に対してアンネとマルゴーの死亡を報告した。これを知ったオットーは7月18日にヤニーに直接面会し、アンネとマルゴーについて質問した。彼女の口から改めてアンネたちの死を聞かされたオットーの顔は蒼白になり、椅子にどさりと崩れ落ちたという。
ロンドンにいる兄ロベルトから「短い間とはいえ家族で幸せに暮らせたことは、お前にとってせめてもの慰めと思う。彼女たちはもう苦しんではいない。生きること、絶望しないこと、愛する者たちの思い出を大事にすること、それがお前の役目だ。こんなに辛い目にあってもお前は怒りや憎しみの言葉を口にしない。本当に感心している。」という手紙を贈られた。

### アンネの日記
ミープはアンネ本人に渡そうと思っていた彼女の日記をオットーに渡すことを決意した。塞ぎこんでいたオットーに「アンネのお父さんへの形見です」と言って日記を渡したという。
日記はオットーがアンネに贈った手帳とノート数冊、ばらの用紙327枚から成っていた。手帳とノートはアンネがその日付の日に書いたオリジナルの日記、ばらの用紙はアンネが後から書き直していた日記である（アンネは日記の出版を考えていたので途中から日記の書き直し作業をしていた。1944年3月29日の記述まで書き直しが及んでいる。オランダ国立戦時資料研究所編『アンネの日記 研究版』ではオリジナルをaテキスト、書き直した物をbテキストと呼んでいる）。
アンネの日記を読みふけったオットーはこれを親戚や友人たちに読ませたいと考え、日記をタイプし直した。ばらの用紙の改訂版の方を土台にして、アンネの書いたオランダ語からドイツ語に翻訳し、家族の悪口や存命中の人物を不愉快にさせるような記述、またアンネの個人的なこと、興味を持たれぬであろう記述などを削除していった（『アンネの日記 研究版』はこのオットーによる編集が加えられた物をcテキストと読んでいる）。さらに友人の劇作家アルベルト・カウフェルンと彼の妻イーサに見てもらって文法上の誤りを修正して清書してもらった。こうしてできた物が親戚や友人に配られた。
これを読んだ友人のアムステルダム大学講師クルト・バシュヴィッツはオットーに日記の出版を薦めた。アンネは日記の出版を夢見ていたからオットーにも公刊したい気持ちはあった。友人のヴェルナー・カーン（百科事典編集者）が出版してくれる業者を探し回ってくれたが、簡単には見つからなかった。しかしカーンの上司である百科事典編集責任者の歴史家ヤン・ロメインがその原稿を読んで、1946年4月3日の「ヘト・パロール』紙に「一少女の声」と題するレビューを書いた。これがきっかけでアムステルダムのコンタクト社（Contact Publishing）が興味を持ち、性的な記述などの部分の削除を条件に1946年夏に同社が出版を引き受けることとなった。

### 日記を世界に伝える

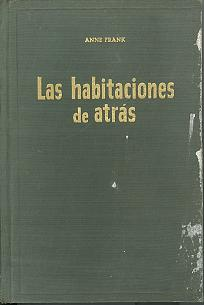
1955年に出版されたスペイン語版の『Las habitaciones de atrás（後ろの家）』の初版

1947年6月25日、オランダ語による初版がHet Achterhuis（後ろの家）というタイトルで出版された。この成功を受けて、1950年にはドイツ語版Tagebuch der Anne Frank（アンネ・フランクの日記）とフランス語版Le Journal d'Anne Frank（アンネ・フランクの日記）が出版された。ついで1952年には英語版The Diary of a Young Girl（少女の日記）と日本語版『光ほのかに アンネの日記』が出版された。イギリスでは初めあまり売れなかったが（イギリスでは1954年にペーパーバック版になった後に売れるようになった）、西ドイツ、フランス、アメリカ、日本では発売とともに好調な売れ行きを示した。それにつづいてイタリア、スイス、北欧諸国、スペイン、ソ連、東ドイツ、南米諸国、インド、韓国、台湾、タイ、インドネシアなどでも翻訳版が出版された。
1955年には『アンネの日記』がニューヨークで舞台化された。さらに1957年には20世紀FOXによって映画化されている（『アンネの日記』）。
1957年に隠れ家のある建物が取り壊されそうになった際に建物の保存のために「アンネ・フランク財団」（在アムステルダム）が設立された。財団は一般からの寄付に支えられて、この建物とその周辺を買収し、1960年5月3日に博物館「アンネ・フランクの家」として公開した。オットーは様々な民族や宗教の若者の交流を促進して不寛容や差別が防止されることを期待してアンネ・フランク教育センターの設立を支援し、1964年までその初代会長を務めた。
オットーはアンネの日記について「これは戦争文学ではありません。戦争はこの本の背景でしかないのです。同様にこれはユダヤ人の本でもありません。ユダヤ的世界やユダヤ人の心情・境遇が背景にはなっていますが。」と述べ、時代や人種を問わない普遍的なものであることを語っている。オットーは死ぬまで、アンネの残した寛容と思いやりのメッセージを世界中に広め続けた。

### スイス移住と死去

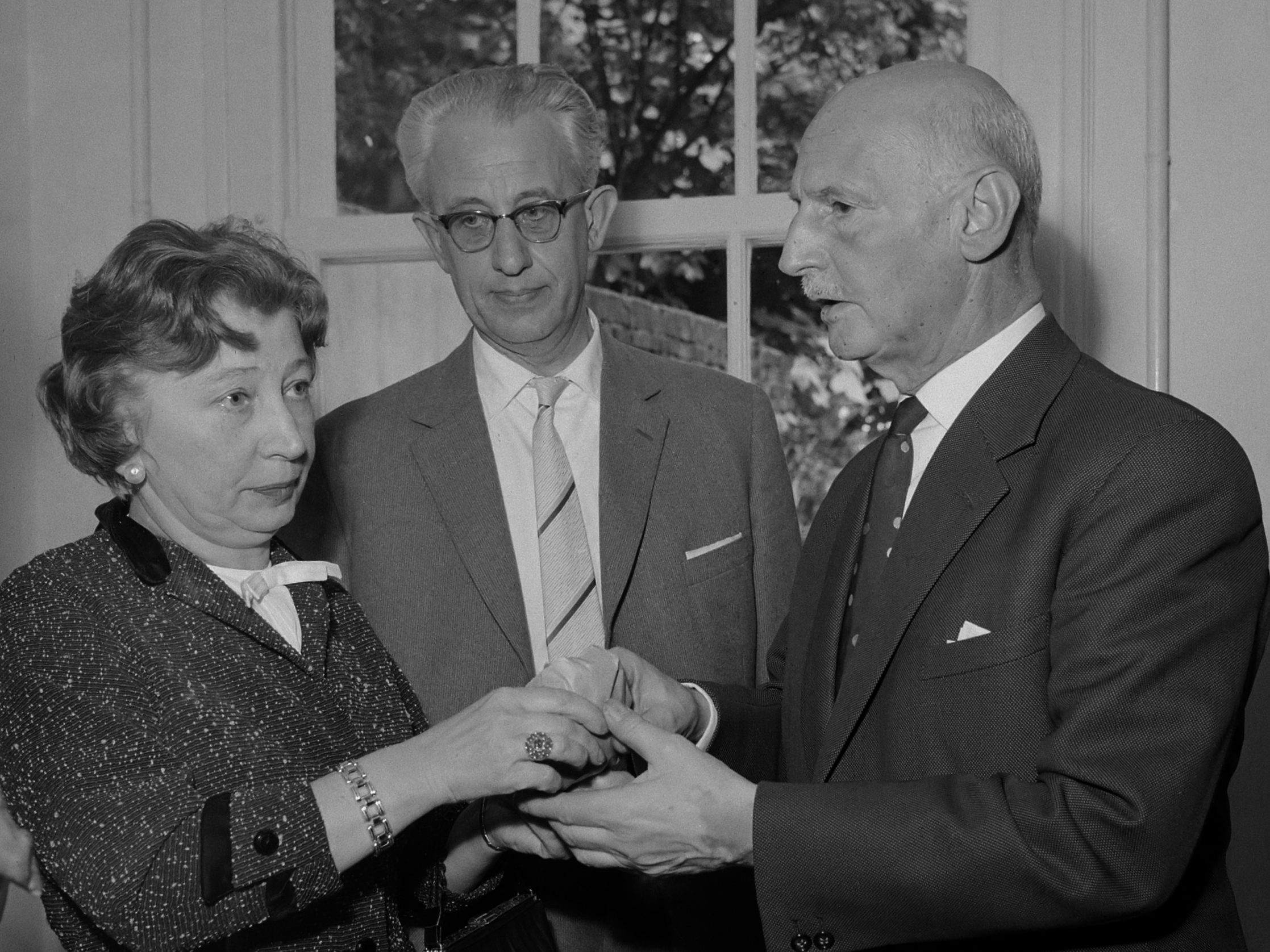
1961年、「アンネ・フランクの家」で。ミープ・ヒース、ヤン・ヒース夫妻とともに。

1949年にオットーはオランダ国籍を取得していたが、1952年には母と姉がいるスイスのバーゼルへ移住した。
1953年11月10日にエルフリーデ・ガイリンガー”フィリッツィ”と再婚した。このエルフリーデはオーストリアから逃れフランク家に近いメルヴェデプレイン46番で暮らしていたユダヤ人で娘のエファはアンネと同い年で知り合いだった。ガイリンガー家は1944年5月に密告されてアウシュヴィッツ＝ビルケナウ強制収容所に送られ、夫と息子は解放寸前にマウトハウゼン強制収容所への「死の行進」を命じられ落命していた。彼女自身は解放後に生き残った娘とアムステルダムへの帰路に就いたが、ある駅で停まったとき、娘がオットーを見つけて「たったいまアンネ・フランクのお父さんを見かけたわ」と告げてきたのがきっかけでオットーと知り合い、マルセイユまでの帰路を同行した関係だった。アムステルダムへ帰国した後に再会し、関係が深まっていた。1954年2月にエルフリーデもバーゼルへ移住した。
1962年にエルフリーデとともにバーゼル郊外のビルスフェルデンに引越した。
1980年8月19日に死去した。1963年にオットーがスイスの法律に基づいてエルフリーデと共同で創設した公共財団「アンネ・フランク基金」（在バーゼル）がオットーの包括相続人となっており、『アンネの日記』に関する権利を相続した。アンネの日記のaテキスト（手帳、ノート）とbテキスト（ばらの用紙）はオランダ政府に遺贈されている。マルゴーとアンネは未婚で子供を残しておらず、再婚相手エルフリーデとの間にも子供はいない為、直系の子孫はいない。但し、エルフリーデの連れ子で義理の娘エファには3人の子供（1男2女）がおり、子供たちはオットーの血の繋がらない義理の孫、マルゴー・アンネ姉妹の義理の甥姪にあたる。

## アンネとの関係
オットーはアンネから非常に愛されていた父親だった。1942年11月7日付けのアンネの日記には「パパだけが私の尊敬できる人です。世界中にパパ以外に愛する人はいません。」と書いている。アンネはオットーにエーディトへの不満を漏らす事があったが、オットーはアンネに拒絶されて苦しんでいるエーディトを知っていたので必ずしもその言い分を認めなかった。「パパは、私が時々ママについて、鬱憤をぶちまける必要があることを分かってくれません。そのことを話題にしたがらないんです。話がママの欠点について触れそうになると、すぐにその話題を避けようとします。」とアンネは書いている。
この件についてオットーは後年、「この事では妻の方がアンネより深く悩んでいたと思う。実際に妻はよく出来た母親で子供のためならいかなる苦労も惜しまなかった。アンネの反抗についてよくこぼしていたが、それでもアンネが父親の私を頼っていることに妻は幾らか慰められているようだった。アンネと妻の仲介役になる時は私も気が重かった。妻を苦しませたくはなかったが、アンネが母に対して生意気で意地悪な態度を取った時、アンネをたしなめるのは、しばしば容易なことではなかった。」と述べている。

## 人物
- 身長は180センチだった[109]。
- オットーは思想的にはリベラル派だった。ドイツ在住時代には多くのユダヤ人たちと同様にドイツ民主党(DDP)に投票していた[110]。
- 家族内のオットーの愛称は「ピム」だった。
- オットー自身は一冊の本も書かなかったが、『アンネの日記』の読者から来る手紙に対し何千通もの返事を送った。そして

| 私にはいつか、目覚めない朝が来ます。でも、 毎朝、目を覚ますと、『神の恵みで今日も目 覚めることができた。さあ、アンネの仕事を しよう』と、起き上がるのです。アンネは、 『私が世界と人類のために働きたい。死後も 残る仕事がしたい』と日記に書き残して逝き ました。その意思を受け継いで、私は生きて いるのです。 — 1975年 オットー・フランク[111] |
と語っている。

### 信仰
- フランク一家はあまりユダヤ教に熱心ではなかったが、とりわけオットーがそうだった。妻エーディトはアムステルダム亡命後にユダヤ教への信仰心を強めていたが、オットーはシナゴーグでの礼拝に出たり出なかったりという感じだった[112]。彼はヘブライ語もまったく解さなかった[113]。アンネも隠れ家潜伏前は信仰心がなかった。アンネの友達でよくアンネの家に通っていたハンネリ・ホースラルは「アンネは父親似なのか信仰心が全くなかった」と回顧している[114]。一方マルゴーは母エーディトやホースラル家とともに祝日には頻繁にシナゴーグの礼拝に通ったという[114]。そんな日にはオットーとアンネが二人で祝日の締めくくりの夕食の準備をしたという[114]。
- 戦後にはアムステルダム改革派ユダヤ教信徒共同体の設立者の一人となったが、ユダヤ教一筋の人間にはならなかった[79]。
- オットーの再婚の妻フィリッツィはアンネ・フランク資料館初代館長の篠光子に手紙を書き、その中でオットーについて

| ユダヤ教とキリスト教の協調 彼はリベラルなブルジョア出身だったので、特に宗教的というわけではありません。しかし、歴史上の重大事件が、彼を明確な主義を持ったユダヤ人にしました。 そして、世界中の主要な宗教間の調和、特に、ユダヤ教とキリスト教の協調は、彼の崇高な理想となりました。 — 一九八二年一一月 フィリッツィ・フランク[115] |
と書いている。

### 日本との関係
- オットーは日本に多くのペンフレンドを持っていた[116]。
- 日本にアンネのバラを送った[117]。
- 杉並区立高井戸中学校の生徒たちがアンネへの手紙をオットーに送ったことから、中学にもバラが送られた[118]。
- アンネのバラの教会のために祭壇で使うメノーラーを献納した[119]。
- 自分が使っていたネクタイ、さいふ、万年筆、ベルト、カフスボタン、ハンカチ、鍵ケースをアンネ・フランク資料館に形見として残した[120]。

日本の女学生とオットー・フランク（1965年3月23日）

## 伝記
- Carol Ann Lee (2003年9月23日). The Hidden Life of Otto Frank. Harper Perennial. ISBN 978-0060520830